# آدم في الإسلام
قصة آدم في القرآن هي القصة التي ذكرت في القرآن عن أبو البَشَر آدم وتحكي بداية خلقه مروراً بخروجه من الجنة إلى الأرض وانتهاء بوفاته. وقد وردت في مواضع عدة من سور القرآن.

## السور التي وردت فيها القصة
ورد ذكر قصة آدم مع إبليس في القرآن في سبعة مواضع وهي:
- سورة البقرة.
- سورة الأعراف.
- سورة الإسراء.
- سورة طه.
- سورة ص.
- سورة الكهف.
- سورة الحجر.

وجاءت قصته في بعض تلك السور مختصرة، ومفصلة في البعض الآخر.

## التشابه بين قصة آدم في القرآن الكريم والتوراة
هناك تشابه بين ما أورده كل من القرآن الكريم والتوراة في هذه القصة، ومنها:
- خلق آدم من تراب.
- إباحة الأكل من شجر الجنة ما عدا شجرة واحدة.
- تعليم آدم الأسماء.
- الأكل من الشجرة و انكشاف العورة.

## الفرق بين قصة آدم في القرآن والتوراة
وردت قصة آدم في التوراة ببعض الاختلافات، ومنها ما يتعارض مع تصور الإسلام للخالق. ومن تلك الاختلافات:
| - إعلام الملائكة بخلق آدم. - السجود لآدم. - الخلافة في الأرض. - الأسماء التي تعلمها آدم. - آدم يعمل في الجنة ويحافظ عليها. - الشجرة التي حرم على آدم الأكل منها. - عاقبة الأكل من الشجرة. - خلق حواء. - اسم حواء. - عري آدم وزوجه. - إبليس. | - الإله يمشي في الجنة. - اختباء آدم في الجنة بعد المعصية. - مسؤولية آدم عن المعصية. - الخروج من الجنة. - توبة آدم وزوجته. - مكان الجنة. - عقاب الحية التي ترمز لإبليس. - ملابس جلدية لآدم وحواء. - تعدد الآلهة. - ملائكة لحراسة الشجرة في الجنة. |

## شخصيات القصة
- آدم : أول من خلقَهُ الله من البشر، وأول إنسان على سطح الأرض، وجعله الله خليفته فيها، كما أنه رسول الله وأول الأنبياء بعث لبنيه.
- حواء : أول أنثى من البشر خلقها الله من ضلع آدم في الجنة.
- إبليس : من الجن الذين خُلقوا من نار السموم، وكان اسمه الحارث، وكان له سلطان السماء الدنيا والأرض وخزانة الجنة.[3]
- الملائكة : خلق خلقهم الله من نور، للعبادة ومنها تنفيذهم لمهام يأمرهم بها كإرسالهم بالوحي إلى الأنبياء، لا يعصون الله ما أمرهم ويفعلون ما يؤمرون وعن عبادة الله لا يَفْتُرُون.

## فوائد ذكر قصة آدم في القرآن
ذكر المؤرخون وعلماء التفسير العديد من الفوائد التاريخية والعلمية والدينية لقصة آدم منها:
1. أن انكشافَ العورة أولُ سوءٍ وإغواء أصاب الإنسان من قِبَل الشيطان.[4][5]
2. أن الله خلق آدم لتعمير الأرض، وتنفيذ أوامر الله بالإلهام أو بالوحي، وتلقين ذريته مراد الله تعالى من هذا العالم الأرضي.[6]
3. إخبار الله بالعداوة بين آدم وزوجه، وبين إبليس.[7]
4. إخبار الله تعالى الثقلين بما جرى على أبويهما من شؤم المعصية ومخالفة الأمر.[7]

## خلق آدم
خلق الله آدم من قبضة قبضها من جميع الأرض، فجاء بنو آدم على قدر الأرض، فمنهم الأبيض والأحمر والأسود وبين ذلك. والخبيث والطيب والسهل والحزن وبين ذلك فبل التراب حتى عاد طينا لازبا، واللازب هو الذي يلزق بعضه ببعض، ثم قال للملائكة ﴿إِذْ قَالَ رَبُّكَ لِلْمَلَائِكَةِ إِنِّي خَالِقٌ بَشَرًا مِنْ طِينٍ ۝٧١ فَإِذَا سَوَّيْتُهُ وَنَفَخْتُ فِيهِ مِنْ رُوحِي فَقَعُوا لَهُ سَاجِدِينَ ۝٧٢﴾  فخلقه الله بيده لئلا يتكبر إبليس عليه، فخلقه بشرا فكان جسدا من طين أربعين سنة من مقدار يوم الجمعة فمرت به الملائكة ففزعوا منه لما رأوه، وكان أشدهم منه فزعا إبليس، فكان يمر به فيضربه فيصوت الجسد كما يصوت الفخار، يكون له صلصلة ويقول لأمر ما خلقت، ودخل من فيه وخرج من دبره، وقال للملائكة: لا ترهبوا من هذا، فإن ربكم صمد وهذا أجوف، لئن سلطت عليه لأهلكنه. فلما بلغ الحين الذي يريد الله عز وجل أن ينفخ فيه الروح قال للملائكة: إذا نفخت فيه من روحي، فاسجدوا له. فلما نفخ فيه الروح، ودخلت الروح في رأسه عطس، فقالت الملائكة: قل الحمد لله، فقال الحمد لله، فقال له الله: رحمك ربك. فلما دخلت الروح في عينيه نظر إلى ثمار الجنة، فلما دخلت الروح في جوفه اشتهى الطعام، فوثب قبل أن تبلغ الروح إلى رجليه عجلان إلى ثمار الجنة فلم يستطع النهوض، فقال: رب استعجل بخلقي، قد غربت الشمس فكان خلق آدم آخر ساعات النهار من يوم الجمعة بعد ما خلق الخلق.

## تعليم الله لآدم
لما صار آدم حيا ودبت فيه الحركة علمه الله أسماء كل شيء، من الملائكة والطيور والحيوانات وغير ذلك من المخلوقات الموجودة في الكون. فأراد الله أن يبين للملائكة فضل آدم ومكانته عنده، فعرض جميع الأشياء التي علمها لآدم على الملائكة فقال لهم أنبؤني بأسماء هؤلاء إن كنتم صادقين، فقال الملائكة سبحانك لا علم لنا إلا ما علمتنا إنك أنت العليم الحكيم. فأمر الله آدم أن يخبرهم بأسماء هذه الأشياء التي عجزوا عن معرفتها فصار آدم يذكر اسم كل شيء يعرض عليه، وعند ذلك قال الله للملائكة ألم أقل لكم إني أعلم غيب السموات والأرض وأعلم ما تبدون وما كنتم تكتمون. فكان هذا إعجازا للملائكة وبيانا لمكانة آدم عند الله.

## سجود الملائكة لآدم وامتناع إبليس
أمر الله الملائكة وإبليس بالسجود لآدم تعظيما وتشريفا لآدم، فسجدوا جميعا إلا إبليس أبى أن يكون مع الساجدين استكبارا منه على آدم، فقال الله له: ما منعك أن تسجد إذ أمرتك؟ قال إبليس أنا خير منه خلقتني من نار وخلقته من طين، قال الله له: ﴿قَالَ فَاهْبِطْ مِنْهَا فَمَا يَكُونُ لَكَ أَنْ تَتَكَبَّرَ فِيهَا فَاخْرُجْ إِنَّكَ مِنَ الصَّاغِرِينَ ۝١٣﴾، فكان جزاء إبليس لعصيانه لأمر الله خروجه من الجنة إلى الأرض فكان هذا سببا لكراهية إبليس لآدم وذريته وتوعده لهم بأغوائهم أجمعين

## خروجه من الجنة
أمر الله آدم وزوجته حواء أن يسكنا الجنة ويأكلا من ثمارها ويبتعدا عن شجرة بعينها من أشجار الجنة دون سائر أشجارها، فأتى الشيطان إلى آدم وحواء فقال لهما هل أدلكما على شجرة إن أكلتما منها خلدتما فلم تموتا، وملكتما ملكا لا ينقضي فيبلى؟ فحلف لهما على أنه ناصح لهما فيما ادعاه من الكذب، فأكل آدم وحوّاء من الشجرة التي نُهيا عن الأكل منها، وأطاعا إبليس، وخالفا أمر ربهما فانكشفت لهما عوراتهما، وكانت مستورة عن أعينهما. ولا علم عندنا أي شجرة كانت على التعيين، لأن الله لم يَضَع لعباده دليلا على ذلك في القرآن، ولا في السنة الصحيحة. فأقبلا يشدان عليهما من ورق الجنة ليسترا عوراتهما. وناداهما ربهما قال لهما ألم أنهكما عن تلكما الشجرة وأقل لكما إن الشيطان لكما عدو مبين؟ ﴿قَالَا رَبَّنَا ظَلَمْنَا أَنْفُسَنَا وَإِنْ لَمْ تَغْفِرْ لَنَا وَتَرْحَمْنَا لَنَكُونَنَّ مِنَ الْخَاسِرِينَ ۝٢٣﴾، فتاب الله عليهما، وأوحى إليهما: أن اهبطوا من الجنة، أي آدم وحواء وإبليس، بعضكم لبعض عدو يكون إبليس لهما عدو وهما لإبليس عدو، ولكم في الأرض مستقر ومتاع إلى حين إلى منتهى آجالكم وإبليس إلى النفخة الأولى، قال الله فيها تحيون يعني في الأرض وفيها تموتون عند منتهى آجالكم ومنها تخرجون يوم القيامة.

## حياته على الأرض
عاش آدم وحوَّاء على الأرض وبدءا مسيرة الحياة عليها، ووُلِدَ لآدم أولاد كثيرون فكان يؤدبهم ويربيهم ويرشدهم إلى أن الحياة على الأرض امتحان للإنسان وابتلاء له، وأن عليهم أن يتمسكوا بهدى الله وأن يحذروا من الشيطان ووساوسه الضارة.

## وفاته
لما احتضر آدم عليه السلام اشتهى قطفا من قطوف الجنة، فانطلق بنوه ليطلبوه له، فلقيتهم الملائكة فقالوا: إلى أين تريدون يا بنى آدم؟ فقالوا: إنّ أبانا اشتهى قطفا من قطوف الجنة. فقالوا: ارجعوا فقد كفيتموه. فانتهوا إليه فقبضوا روحه وغسّلوه وحنّطوه وكفنوه، وصلى عليه جبريل، والملائكة خلفه، وبنوه خلف الملائكة، ودفنوه. وقالوا: هذه سنتكم في موتاكم يا بني آدم. ولم يذكر في القرآن ولا في السنة الصحيحة شيئا عن عمره حين مات، بينما ذُكر في التوراة أنّ جميع ما عاش آدم تسعمائة وثلاثون سنة.